# Tonicidad (biología)

Efecto de diferentes soluciones sobre los glóbulos rojos.

Micrografías de la presión osmótica en los glóbulos rojos

La tonicidad es una medida del gradiente de presión osmótica efectivo; el potencial hídrico de dos soluciones separadas por una membrana celular parcialmente permeable. La tonicidad depende de la concentración relativa de solutos selectivos impermeables a la membrana a través de una membrana celular que determina la dirección y la extensión del flujo osmótico. Se usa comúnmente cuando se describe la respuesta de hinchazón frente a la contracción de las células sumergidas en una solución externa.
A diferencia de la presión osmótica, la tonicidad está influenciada solo por solutos que no pueden atravesar la membrana, ya que solo estos ejercen una presión osmótica efectiva. Los solutos capaces de cruzar libremente la membrana no afectan la tonicidad porque siempre se equilibrarán con concentraciones iguales en ambos lados de la membrana sin movimiento neto de solvente. También es un factor que afecta la imbibición.
Hay tres clasificaciones de tonicidad que una solución puede tener en relación con otra: hipertónica, hipotónica e isotónica. Un ejemplo de solución hipotónica es el agua destilada.

## Solución hipertónica

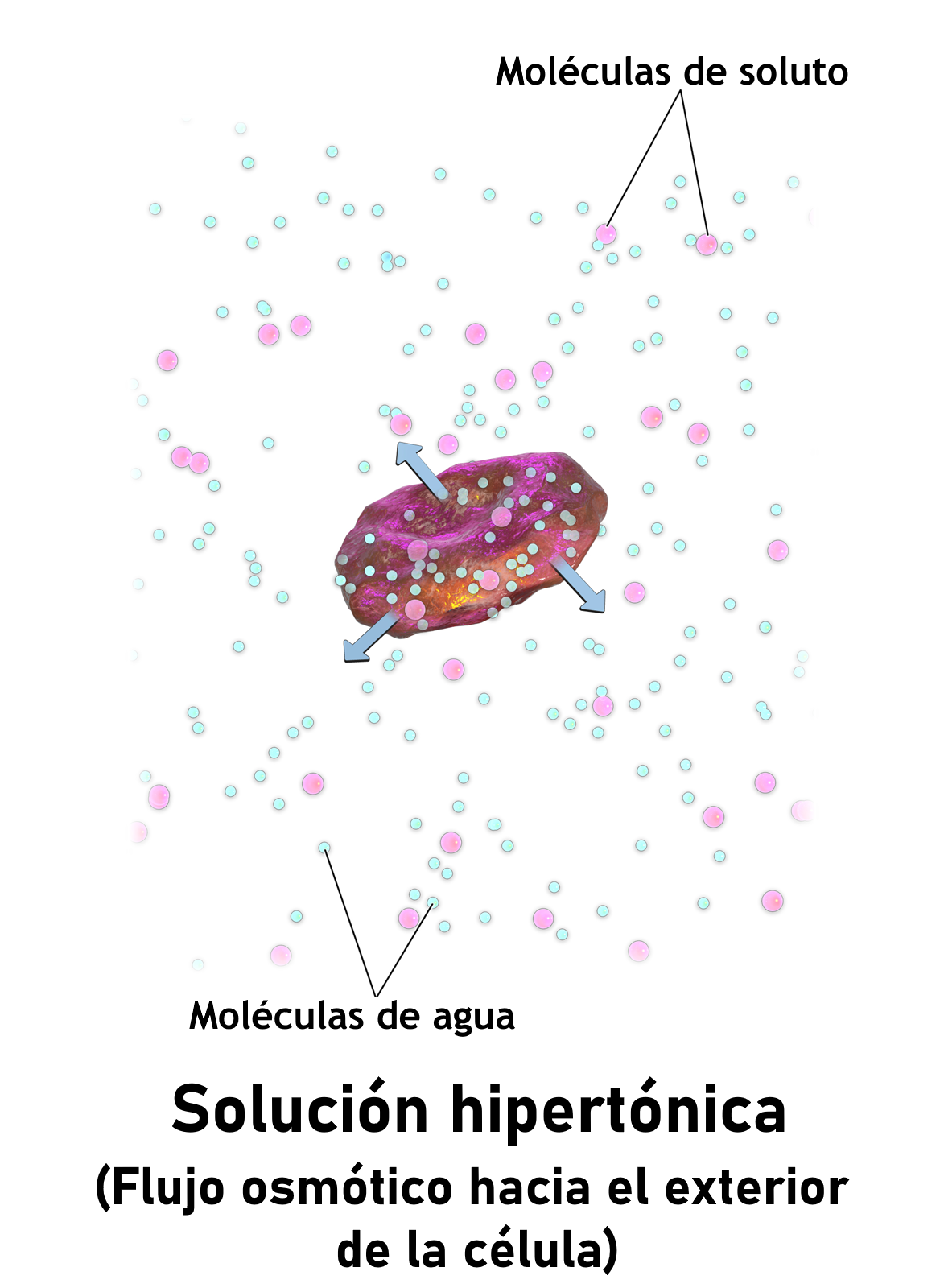
Un glóbulo rojo en una solución hipertónica, lo que hace que el agua salga de la célula.

Una solución hipertónica (gr. hypér, en exceso y ton(o), tensión) tiene una mayor concentración de solutos no permeables que otra solución. En biología, la tonicidad de una solución generalmente se refiere a su concentración de soluto en relación con la de otra solución en el lado opuesto de la membrana celular; una solución fuera de una célula se llama hipertónica si tiene una mayor concentración de solutos que el citosol dentro de la célula. Cuando una célula se sumerge en una solución hipertónica, la presión osmótica tiende a forzar el flujo de agua fuera de la célula para equilibrar las concentraciones de los solutos a cada lado de la membrana celular. Por el contrario, el citosol se clasifica como hipotónico, opuesto a la solución externa.
Cuando las células vegetales están en una solución hipertónica, la membrana celular flexible se separa de la pared celular rígida, pero permanece unida a la pared celular en puntos llamados plasmodesmos. Las células a menudo toman la apariencia de un alfiletero, y los plasmodesmos casi dejan de funcionar porque se contraen, una condición conocida como plasmólisis. En las células vegetales, los términos isotónico, hipotónico e hipertónico no se pueden utilizar estrictamente con precisión porque la presión ejercida por la pared celular afecta significativamente al punto de equilibrio osmótico.
Algunos organismos han desarrollado métodos intrincados para eludir la hipertonicidad. Por ejemplo, el agua salada es hipertónica para los peces que viven en ella. Debido a que los peces necesitan una gran superficie en sus branquias en contacto con el agua de mar para el intercambio de gases, pierden agua osmóticamente hacia el mar desde las células branquiales. Responden a la pérdida bebiendo grandes cantidades de agua salada y excretando activamente el exceso de sal. Este proceso se llama osmorregulación.

## Solución hipotónica

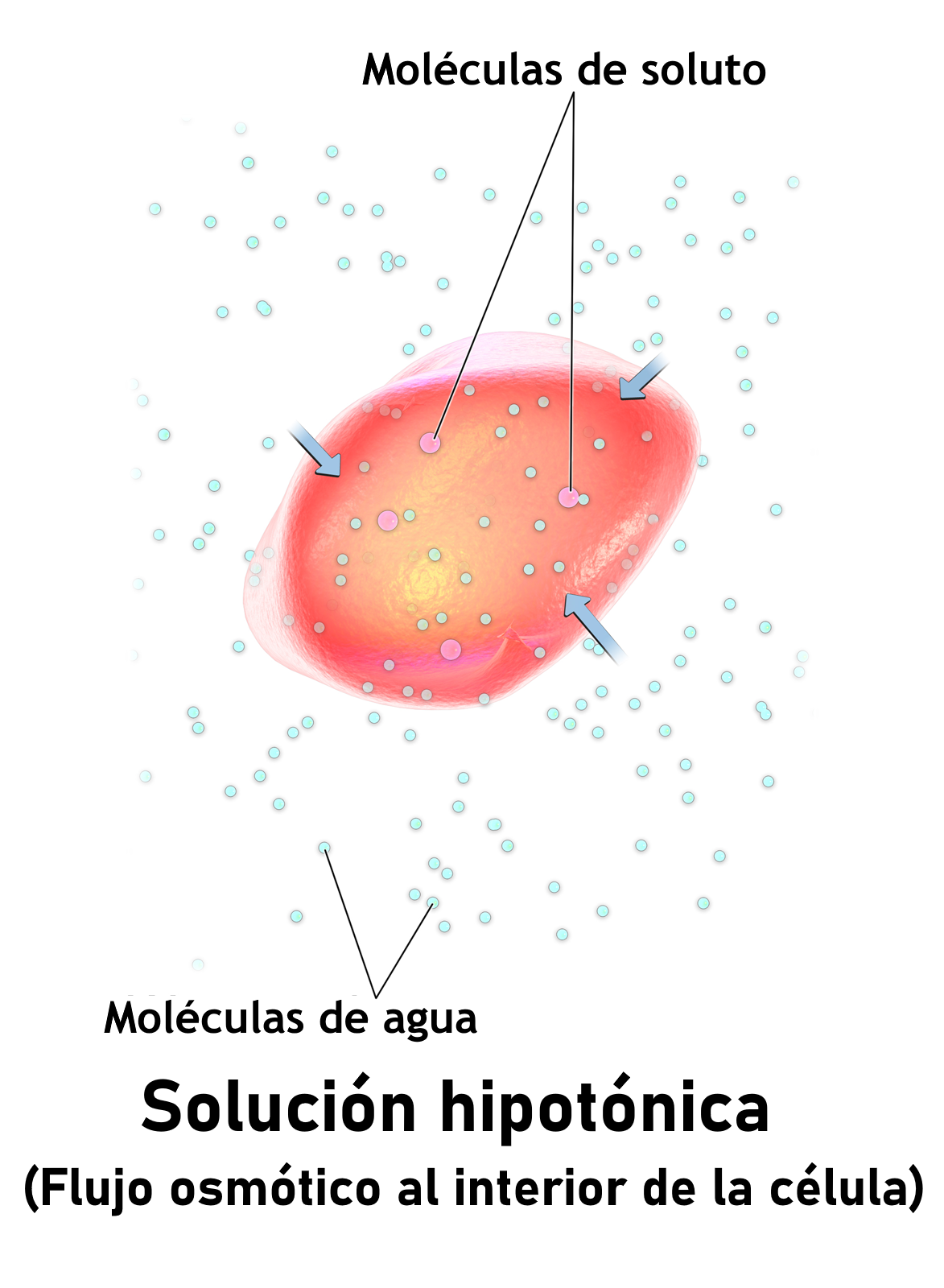
Un glóbulo rojo en una solución hipotónica, lo que hace que el agua entre en la célula.

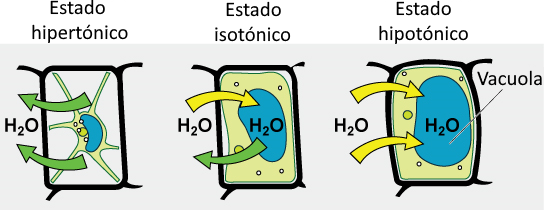
Tonicidad en la célula vegetal

Una solución hipotónica tiene una menor concentración de solutos que otra solución. En biología, una solución fuera de una célula se llama hipotónica si tiene una concentración más baja de solutos en relación con el citosol. Debido a la presión osmótica, el agua se difunde en la célula y la célula a menudo aparece turgente o hinchada. Para las células sin pared celular, como las células animales, si el gradiente es lo suficientemente grande, la absorción del exceso de agua puede producir suficiente presión para inducir la citólisis o la ruptura de la célula. Cuando las células vegetales están en una solución hipotónica, la vacuola central absorbe agua adicional y empuja la membrana celular contra la pared celular. Debido a la rigidez de la pared de la celda, empuja hacia atrás, evitando que la celda explote. Esto se llama presión de turgencia.
En el caso de los glóbulos rojos (eritrocitos), cuando se encuentran en una solución de este tipo, el agua entra en ellos y esto provoca que se hinchen y eventualmente se rompan.

## Isotonicidad

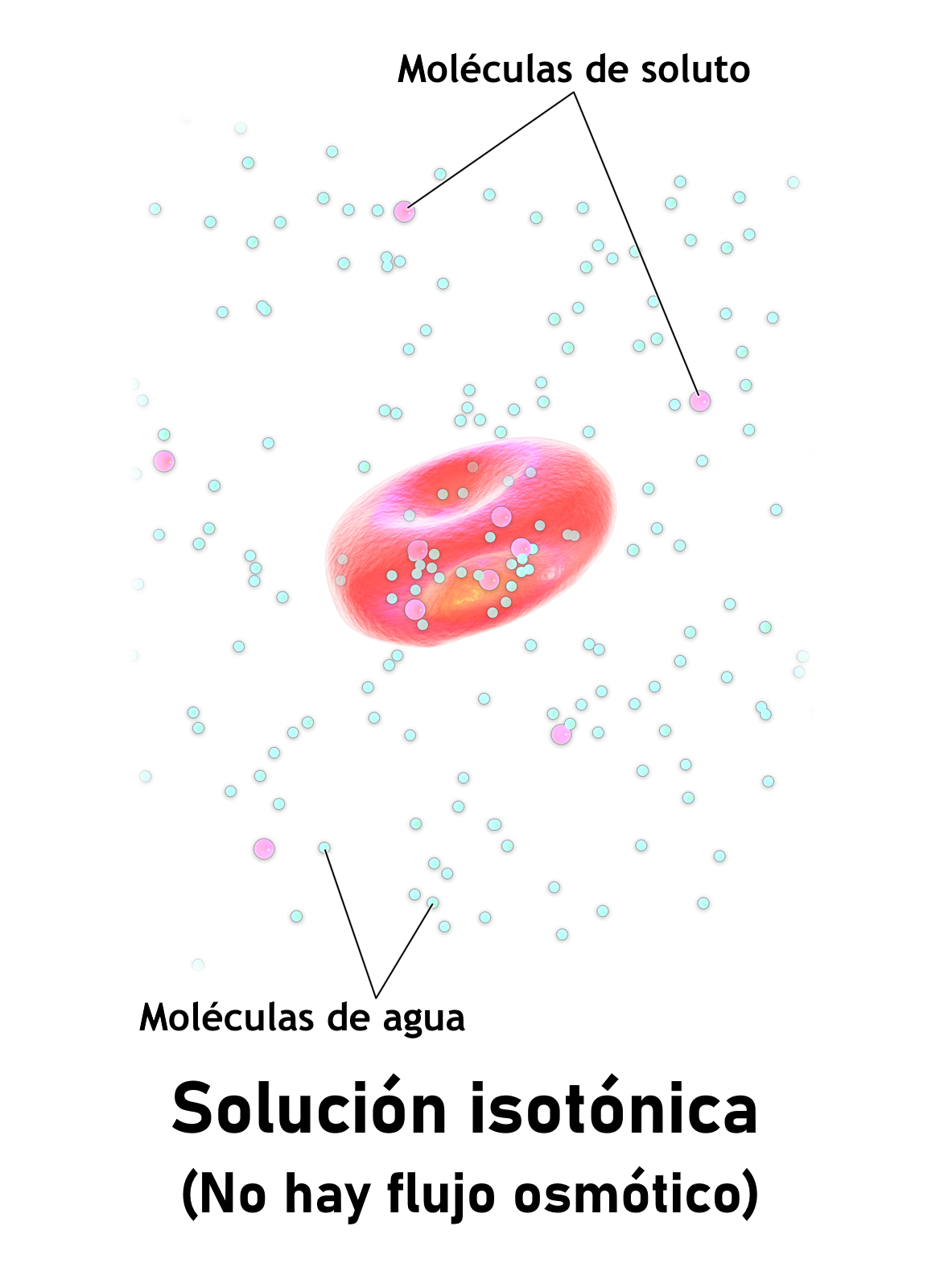
Representación de un glóbulo rojo en una solución isotónica

Una solución es isotónica cuando su concentración efectiva de osmoles es la misma que la de otra solución. En biología, las soluciones a cada lado de la membrana celular son isotónicas si la concentración de solutos fuera de la célula es igual a la concentración de solutos dentro de la célula. En este caso la célula ni se hincha ni se encoge porque no hay gradiente de concentración que induzca la difusión de grandes cantidades de agua a través de la membrana celular. Las moléculas de agua se difunden libremente a través de la membrana plasmática en ambas direcciones, y como la velocidad de difusión del agua es la misma en cada dirección, la célula no ganará ni perderá agua.
Una solución iso-osmolar puede ser hipotónica si el soluto puede penetrar la membrana celular. Por ejemplo, una solución de urea isoosmolar es hipotónica para los glóbulos rojos, provocando su lisis. Esto se debe a que la urea ingresa a la célula por su gradiente de concentración, seguida por el agua. La osmolaridad de la solución salina normal, 9 gramos de NaCl disueltos en agua hasta un volumen total de un litro, es una aproximación cercana a la osmolaridad del NaCl en la sangre (alrededor de 290 mOsm/L). Por lo tanto, la solución salina normal es casi isotónica al plasma sanguíneo. Ni los iones de sodio ni los de cloruro pueden atravesar libremente la membrana plasmática, a diferencia de la urea.